# Scharbower See
Der Scharbower See liegt im  Norden der Sternberger Seenlandschaft im Landkreis Ludwigslust-Parchim, Mecklenburg-Vorpommern, auf dem Gemeindegebiet Mustin. Er befindet sich etwa 1,5 Kilometer östlich von Ruchow, einem Ortsteil von Mustin. Am Nordufer befindet sich eine kleine Wochenend- und Feriensiedlung. Das wenig gegliederte Gewässer hat eine maximale Länge von etwa 700 Metern und eine maximale Breite von 270 Metern. Die Uferhänge sind bis auf das Westufer steil und bewaldet. Im Westen geht der See in das Scharbowbruch über. Hier befindet sich auch der Abfluss in Richtung Mildenitz.